# Henlea
Henlea (лат., возможное русское название: хенлеи) — род малощетинковых червей из семейства энхитреид (Enchytraeidae).

## Описание
Хенлеи распространены в голарктике, наибольшего видового разнообразия достигают в субарктической зоне. От других представителей семейства хенлеи отличаются характерным расширением кишечника в восьмом сегменте тела, а также рядом более мелких признаков.

## Классификация
Род включает немногим менее сорока видов. Неполный список видов:
- Henlea glandulifera Nurminen, 1970
- Henlea nasuta (Eisen, 1878)
- Henlea perpusilla Friend, 1911
- Henlea petushkovi Rota, Martinsson & Erséus, 2018
- Henlea rodionovae Rota, Martinsson & Erséus, 2018
- Henlea ventriculosa (d’Udekem, 1854)